# Pigna (Corsica)
Pigna is een gemeente in het Franse departement Haute-Corse (regio Corsica) en telt 100 inwoners (2009). De oppervlakte bedraagt 2,21 km², de bevolkingsdichtheid is dus 45,2 inwoners per km².

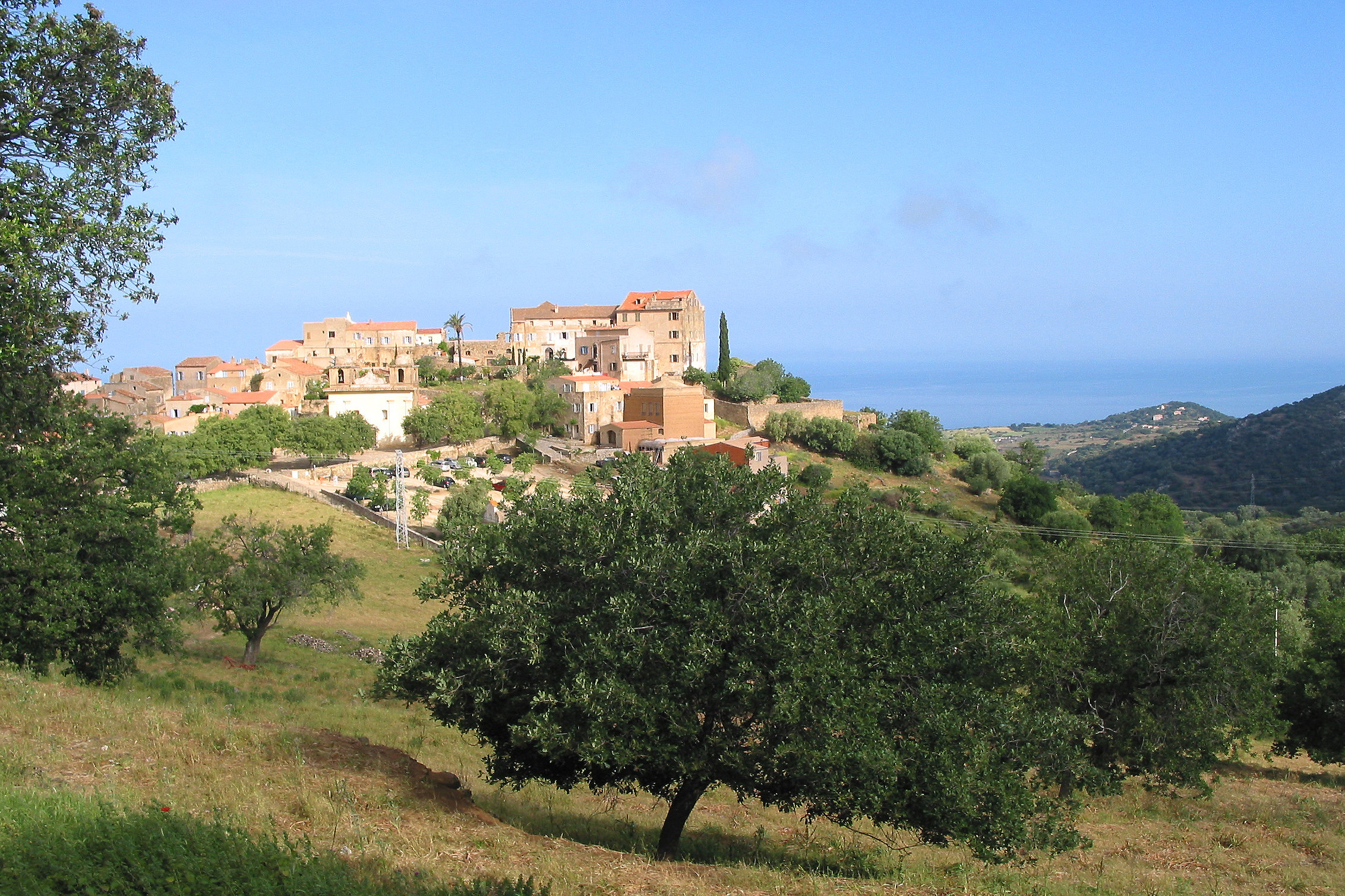
Pigna

## Demografie
Onderstaande figuur toont het verloop van het inwonertal.
Vanwege een beveiligingsprobleem met de MediaWiki Graph-software is het momenteel niet mogelijk deze grafiek weer te geven. Zodra de software is bijgewerkt zal de grafiek vanzelf weer zichtbaar worden.
1. ↑  Populations de référence 2022.